# Michaeliskirche (Wülfingen)

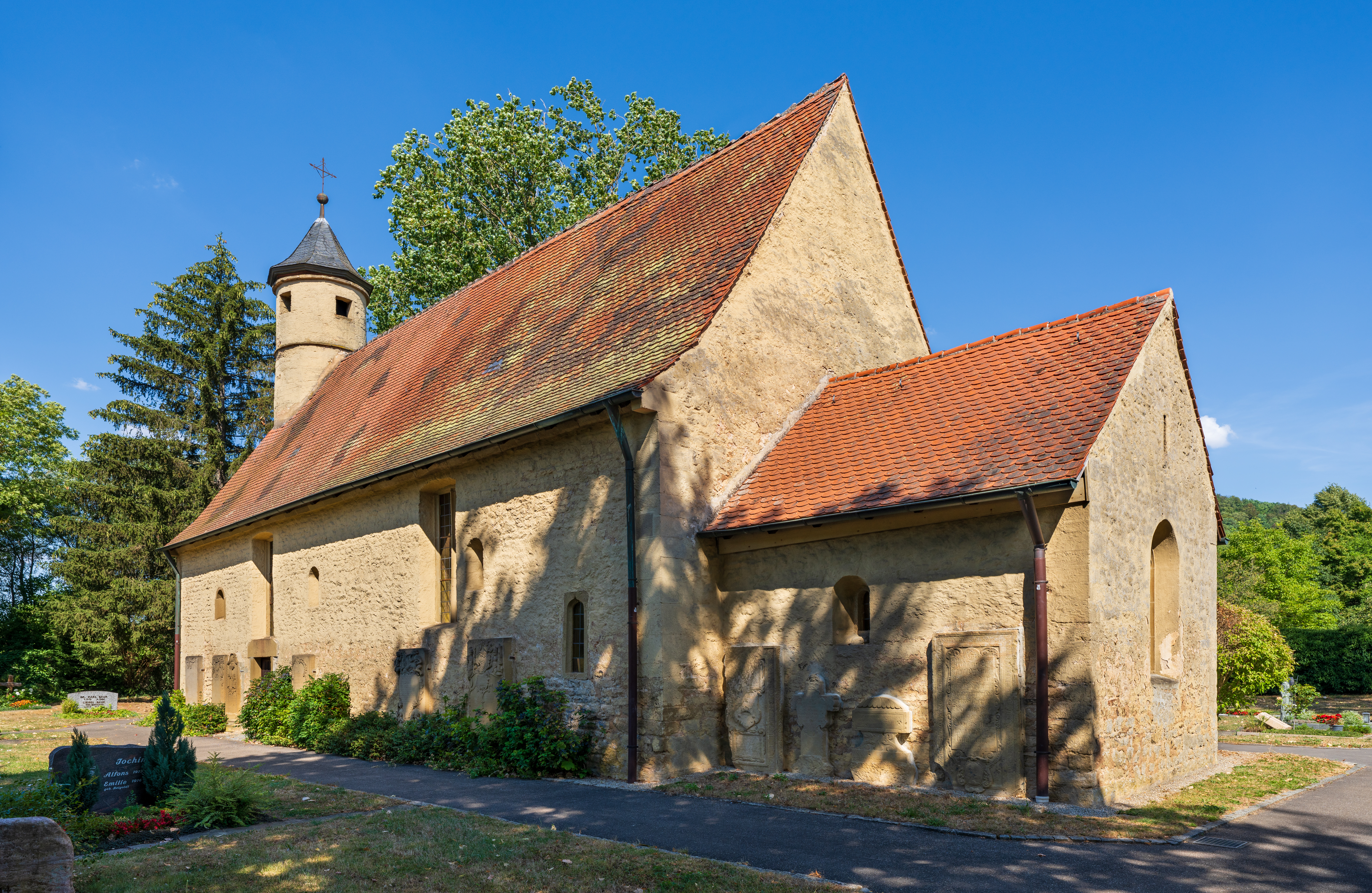
Michaeliskirche in Wülfingen

Die Michaeliskirche steht auf dem Friedhof von Forchtenberg, einer Stadt im Hohenlohekreis in Baden-Württemberg. Sie war einst die Pfarrkirche der Ende des 13. Jahrhunderts verödeten Siedlung Wülfingen. Das Bauwerk ist beim Landesamt für Denkmalpflege Baden-Württemberg als Baudenkmal eingetragen.

## Beschreibung
Die im Kern romanische Saalkirche wurde im 11./12. Jahrhundert erbaut. Sie besteht aus einem Langhaus und einem eingezogenen, gerade geschlossenen Chor im Osten. 1760 wurde dem Satteldach des Langhauses im Westen ein runder, mit einem Kegeldach bedeckter Dachreiter aufgesetzt, nachdem der Chorturm abgerissen worden war.
1955 wurden Wandmalereien freigelegt, unter anderem mit der Darstellung des Jüngsten Gerichts, die um 1400 entstanden sind. An den Außenwänden und im Innenraum befinden sich zahlreiche Grabmäler, einige stammen von Michael Kern.